# Ettore Donini
Ettore Donini (Corticelle Pieve, 10 giugno 1917 – Brescia, 25 gennaio 2010) è stato un pittore, decoratore e restauratore italiano.

## Biografia e produzione artistica
Dapprima avviato alla professione di decoratore, divenne poi restauratore. Si diede anche alla pittura con risultati convincenti. Terminata la guerra, si trasferì a Parigi, dove rimase per circa trent'anni. Tornato a Brescia, continuò la sua attività di pittore (si ricordano le due mostre personali di Brescia nel 1979 e di Artogne nel 1980), dedicandosi contemporaneamente al restauro di alcune chiese minori della bassa bresciana.

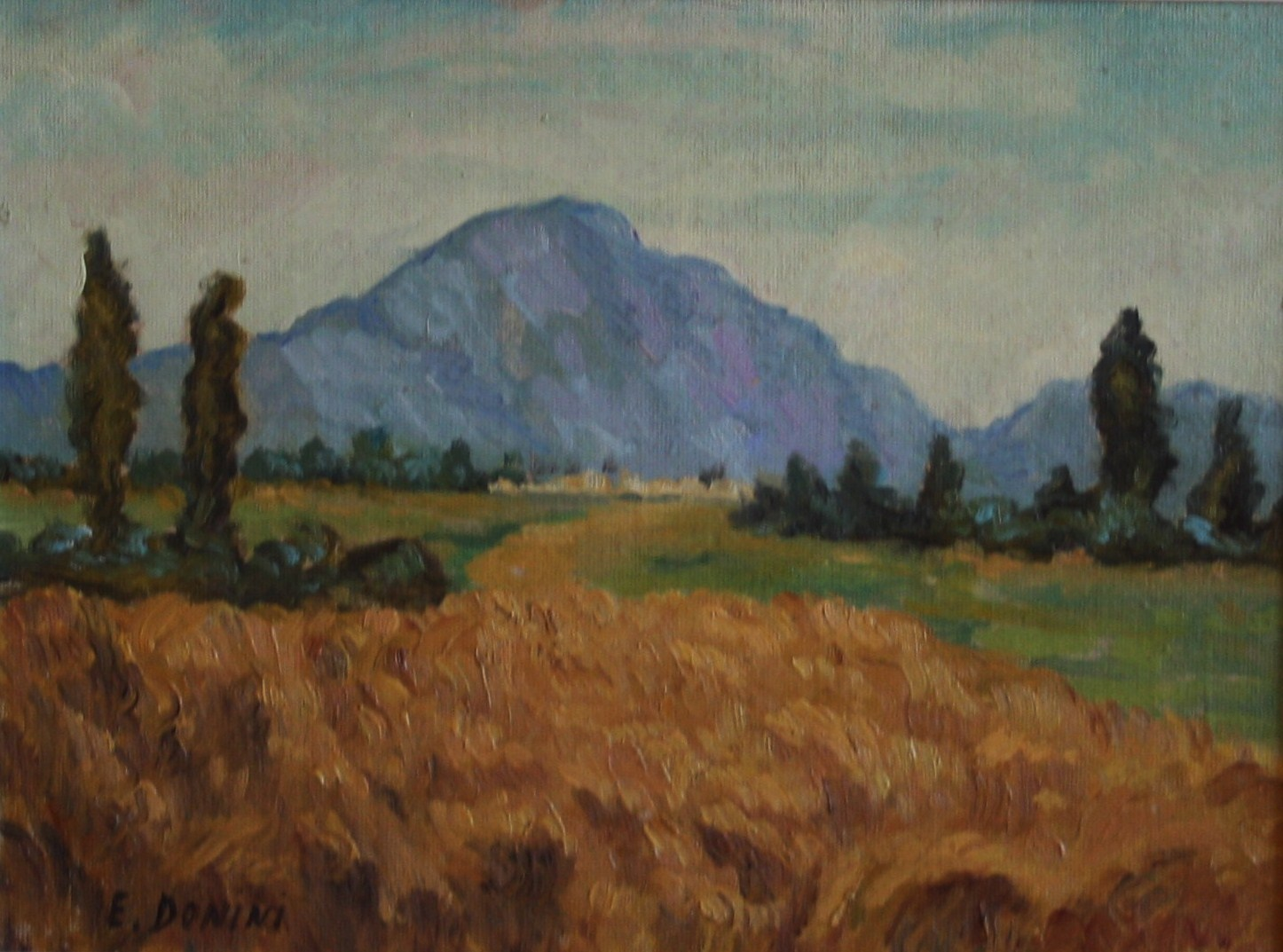
Paesaggio

Morì nel 2010 a 92 anni.